# العطوة العشائرية
العطوة هي أحد أهم أسس القضاء العشائري وأشهر المصطلحات التي يستخدمها رجال القضاء العشائري قي حل الخلافات والمشاكل في فلسطين والأردن وسوريا والعراق، وبعض الدول العربية الأخرى، حيث تتوجه جاهة إلى بيت صاحب الحق أو المجني عليه وتقوم بأخذ عطوة عشائرية ووضع حد للمشاكل والتوسط بين الطرفين وتوقيع (صك العطوة العشائرية)،

## أنواع العطوة العشائرية
- عطوة المنشد، تأخذ هذه العطوة في القضايا التي تخص العرض والشرف فقط وتكون من جانب واحد.

- عطوة كم ولم، تأخذ بين طرفين متشاجرين أو مختلفين في قضية ما وكم ولم أي تجمع بين الطرفين في بيت واحد بيت ملم أو بيت قاضي شرعي.

- عطوة إعتراف، تأخذ بين طرفين، طرف معترف بحق الطرف الثاني.

- عطوة إنكار أو الهدنة، وتأخذ هذه العطوة بين طرفين في قضية مجهولة لا أحد معترف فيها.

- عطوة الدم او عطوة الدفن، هي عطوة تؤخذ من ولي الامر في قضايا القتل والعرض ومدتها ثلاثة ايام وثلث.[8]

## الكفل على العطوة العشائرية
- كفيل دفا، الشخص الذي يحمي الجاني ولا يستطيع أحد التعرض إليه لأنه في وجه الكفيل.

- كفيل الوفا، الشخص الذي يكون ملزم بدفع المطلوب عشائرياً من نقود أو غير ذلك.

- كفيل جمع، الشخص الذي يجمع الأطراف عند القاضي الشرعي المطلوب.

- كفيل منع، الشخص الذي يمنع الاعتداء على الجاني.[9]

## أنواع القضاة في العطوة العشائرية
- منقع الدم، القاضي المتخصص في حل قضايا الدم مثل القتل العمد وغير العمد.

- المنشد، القاضي المتخصص في حل قضايا العرض والشرف.

- القاضي العشائري، القاضي الذي يلجأ اليه الناس في قضاياهم اليومية.[9]